# Franziska Junge

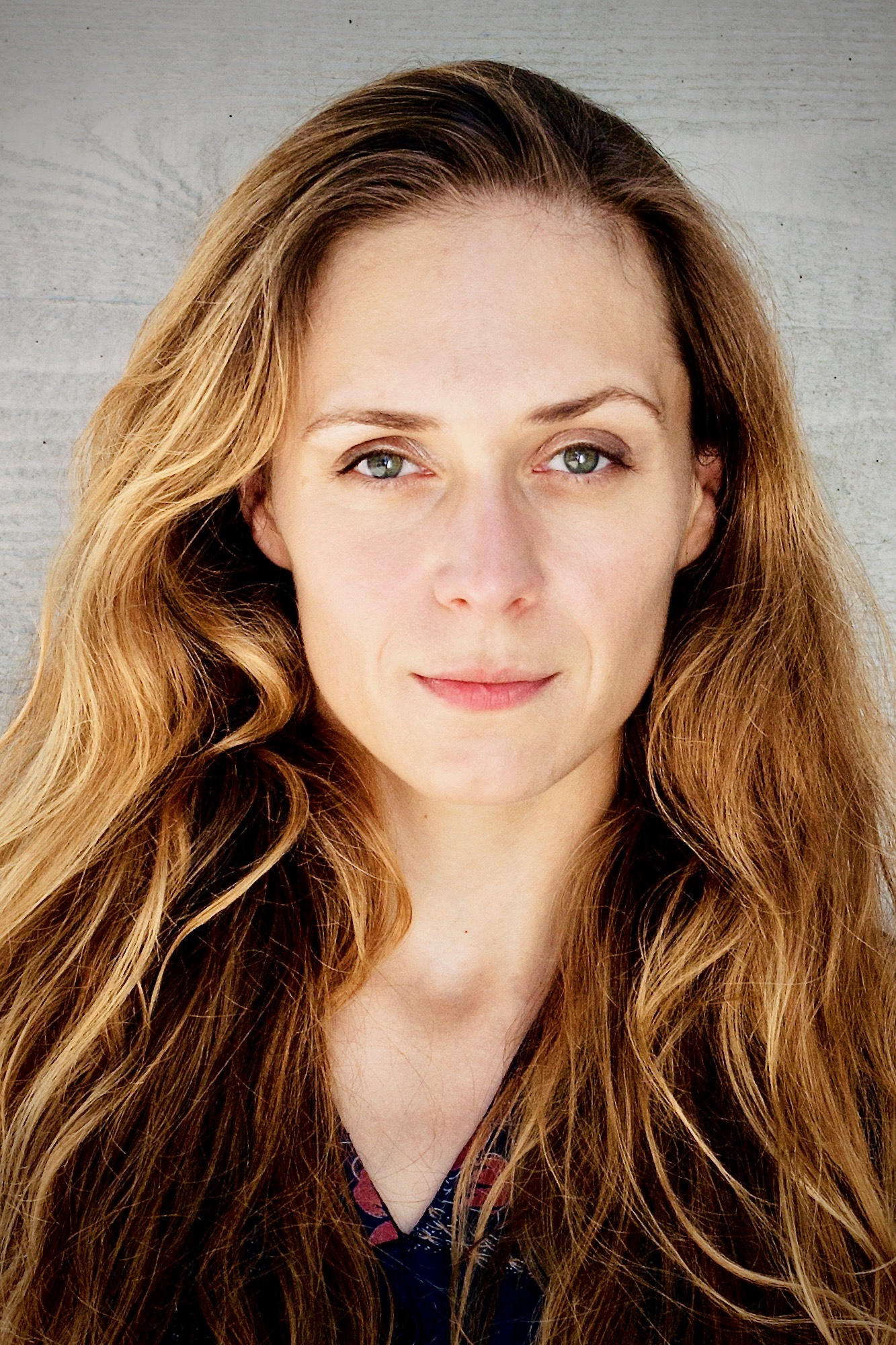
Franziska Junge (2016)

Franziska Junge (* 1981 in Zschopau) ist eine deutsche Theater-, Film-, Fernsehschauspielerin und Sängerin.

## Werdegang
Nach dem Abitur studierte sie von 1999 bis 2003 Musical an der Bayerischen Theaterakademie „August Everding“ in München. Von 2003 bis 2006 folgte ein Schauspielstudium an der Hochschule für Musik und Theater „Felix Mendelssohn Bartholdy“ Leipzig. Beide Studiengänge schloss sie mit Diplom ab, Während des Studiums gastierte sie am Schauspiel Leipzig und bei den Bregenzer Festspielen. Sie absolvierte die Masterclasses bei Ivana Chubbuck und Michael Monks (Ivana Chubbuck Studio, Los Angeles), sowie bei David Penn (London „The Naked Face“).
Seit 2013 spielte sie u. a. in Tatort-Folgen, u. a. in „Das Haus am Ende der Straße“, „Es lebe der Tod“, „Wer bin ich“, „Gefangen“ und „Parasomnia“ sowie in der Serie Para – Wir sind King von Özgür Yıldırım, die mit dem Deutschen Fernsehpreis 2021 ausgezeichnet wurde.
Neben ihrer Tätigkeit für Film und Fernsehen arbeitet Franziska Junge als Theaterschauspielerin. Claus Peymann engagierte sie noch während des Studiums 2006 ans Berliner Ensemble. Junge hatte u. a. die Möglichkeit selbst eine deutsche Erstaufführung des Solostücks Kabarett der letzten Hoffnung von Wladimir Alekseewic Klim (Klimenko) unter der Regie von Makedoniy Kiselev zu realisieren. Sie spielte mit im Auftragsstück Pffft … oder der letzte Tango am Telefon von George Tabori unter der Regie von Martin Wuttke, reiste mit der Erfolgsinszenierung Die Dreigroschenoper unter der Regie von Robert Wilson um die Welt und durfte die Rolle der Lena in Leonce und Lena mit Musik von Herbert Grönemeyer die Nachfolge von Nina Hoss antreten; ebenfalls unter der Regie von Robert Wilson. Ihre Anfangsjahre am Berliner Ensemble beschreibt sie folgendermaßen:
„Ich hatte durch mein Erstengagement am Berliner Ensemble dank Claus Peymann das große Glück von Beginn an mit Ausnahmekünstlern gemeinsam auf der Bühne zu stehen und lernen zu dürfen. Zeitweise war ich mit 16 Rollen gleichzeitig im Spielplan vertreten. Ich kann somit meine ersten Lehrjahre am Theater als eine sehr arbeitsintensive und erfüllte Zeit beschreiben.“
Von 2009 bis 2017 war sie Ensemblemitglied am Schauspiel Frankfurt.
Vor allem unter der Regie von Andreas Kriegenburg spielte Junge immer wieder, u. a. Rollen wie den Luftgeist Ariel in Der Sturm, Maria in Glaube Liebe Hoffnung und die Gutsbesitzerin Natalja Petrovna in der deutschen Erstaufführung von Drei Tage auf dem Land, womit sie zur Nachwuchsdarstellerin 2017 der Zeitschrift Theater heute nominiert wurde.
Junge arbeitete außerdem mit Sebastian Hartmann, Christopher Rüping, Philipp Preuss, Schorsch Kamerun, Bernhard Mikeska, Oliver Reese, Hans Op de Beeck und Rainald Grebe.
Seit der Spielzeit 2017/18 spielte sie als Gast am Berliner Ensemble, u. a. Lucy in Robert Wilsons Die Dreigroschenoper und die Rolle der Karen Weston in Eine Familie in einer Inszenierung von Oliver Reese und als Anita in der deutschen Erstaufführung von „Wheeler“.
Neben ihrer schauspielerischen Tätigkeit singt sie Konzerte wie u. a. Ihren Abend Junge singt Tom Waits. Mit Uwe Dierksen verbindet sie eine langjährige Zusammenarbeit, die Premiere des jüngsten Konzerts Hirngespinste//Pipedreams fand an der Fliegende Volksbühne Frankfurt Rhein-Main mit Musikern aus dem Umfeld vom Ensemble Modern statt. Franziska Junge arbeitet außerdem als Sprecherin bei Hessischer Rundfunk, Westdeutscher Rundfunk Köln und Südwestrundfunk.
Franziska Junge ist Mitglied der Deutschen Akademie für Fernsehen. Sie lebt in Berlin.

## Filmografie (Auswahl)
- 2004: Die fehlende Stunde (Kurzfilm)

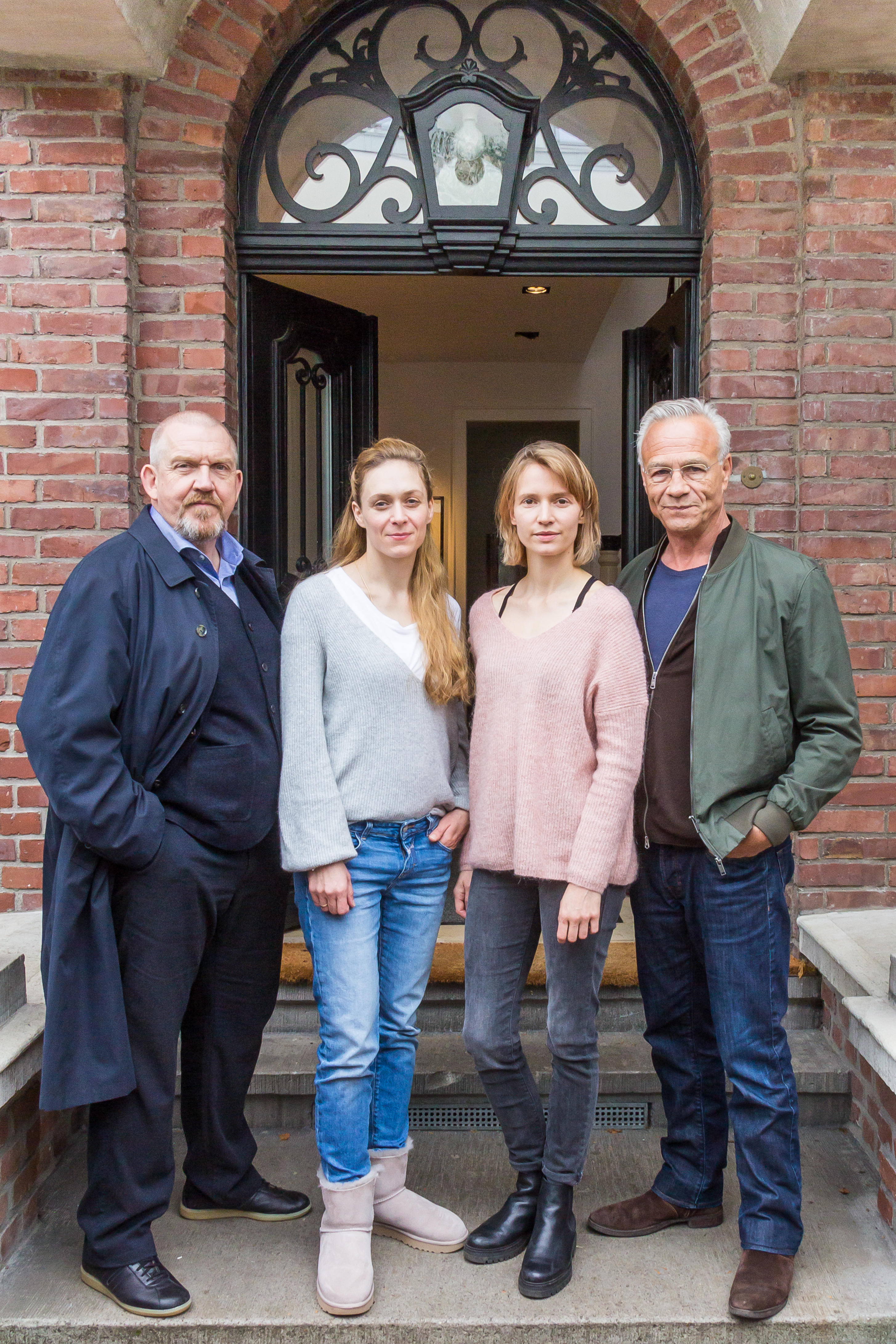
Set am Tatort Gefangen mit (v. l. n. r.): Dietmar Bär, Franziska Junge, Frida-Lovisa Hamann und Klaus J. Behrendt

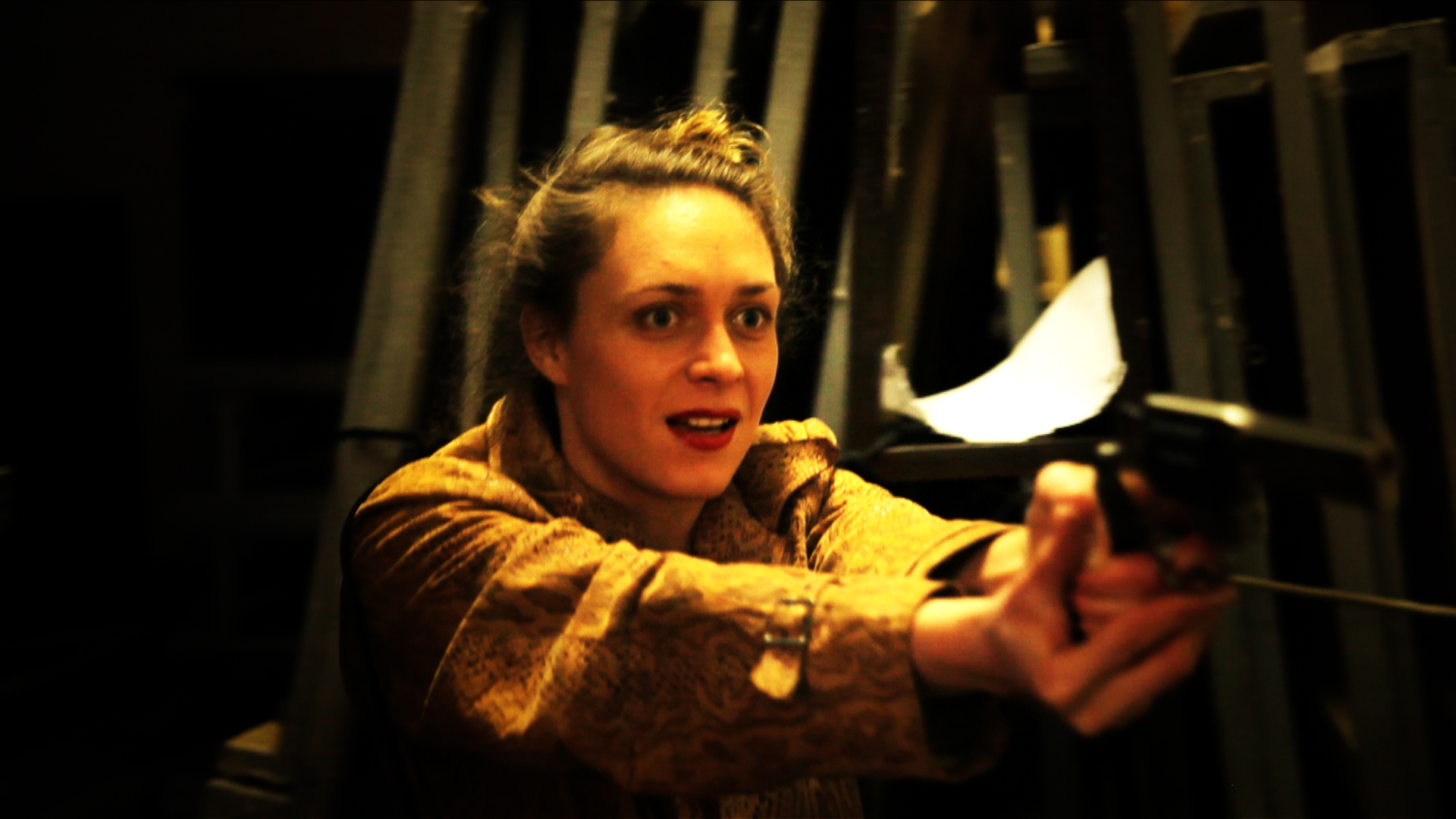
Franziska Junge im Film Die letzte Nacht der Baby Gun

- 2005: Geschichte Mitteldeutschlands
- 2005: Eine Chance für die Liebe
- 2005: Das Leben des Friedrich Schiller
- 2007: Mustervater 2 – Opa allein zu Haus
- 2007: Das Scherbengericht
- 2013: Die letzte Nacht der Baby Gun (Kurzfilm für Kino)[8]
- 2013: Im Labyrinth des Schweigens
- 2013: Tatort: Das Haus am Ende der Straße
- 2014: Tatort: Hinter dem Spiegel
- 2015: Tatort: Wer bin ich?
- 2015: Dead Man Working (Fernsehfilm)
- 2016: Tatort: Es lebe der Tod
- 2016: Immer Ärger mit Opa Charly (Fernsehfilm)
- 2017: Im Wald (In The Woods, Kurzfilm für Kino[9])
- 2017: Ein Fall für Zwei (Fernsehserie, 1 Folge)
- 2017: Hit Mom – Mörderische Weihnachten (Fernsehfilm)
- 2018: Letzte Spur Berlin (Fernsehserie, Folge: Verspielt)
- 2018: Inspektor Jury: Der Tod des Harlekins (Fernsehfilm)
- 2018: Unser Kind (Fernsehfilm)
- 2019: Wolfsland: Heimsuchung (Fernsehfilm)
- 2020: Tatort: Gefangen
- 2020: Tatort: Parasomnia
- 2021: Der Staatsanwalt (Fernsehserie, 1 Folge)
- 2021: Kommissar Dupin – Bretonische Spezialitäten
- 2021: Para – Wir sind King (WarnerTV/HBO)
- 2022: SOKO Stuttgart (Fernsehserie, Folge: Escape Room)
- 2022: Die Heiland – Wir sind Anwalt (Fernsehserie, Folge: Schikane einer alten Dame)
- 2022: Erzgebirgskrimi – Tödliche Abrechnung
- 2022: SOKO Leipzig (Fernsehserie, Folge: Mein fremdes Kind)
- 2022: In aller Freundschaft – Die jungen Ärzte (Fernsehserie, Folgen: Alte Narben und Traummann)
- 2022: Die Kanzlei (Fernsehserie, Folge: Gratwanderung)
- 2022: SOKO Wismar (Fernsehserie, Folge: Tod und Korn)
- 2023: Morden im Norden (Fernsehserie, Folge: Kleiner Bruder)
- 2023: Und dann steht einer auf und öffnet das Fenster
- 2023: Tatort: Erbarmen. Zu spät.
- 2024: Notruf Hafenkante (Fernsehserie, Folge: Abschied)
- 2024: Die Toten am Meer (Fernsehreihe, Folge: Tod an der Klippe)
- 2025: Tierärztin Dr. Mertens (Fernsehserie, 4 Folgen)

## Theater (Auswahl)
Schauspiel Frankfurt

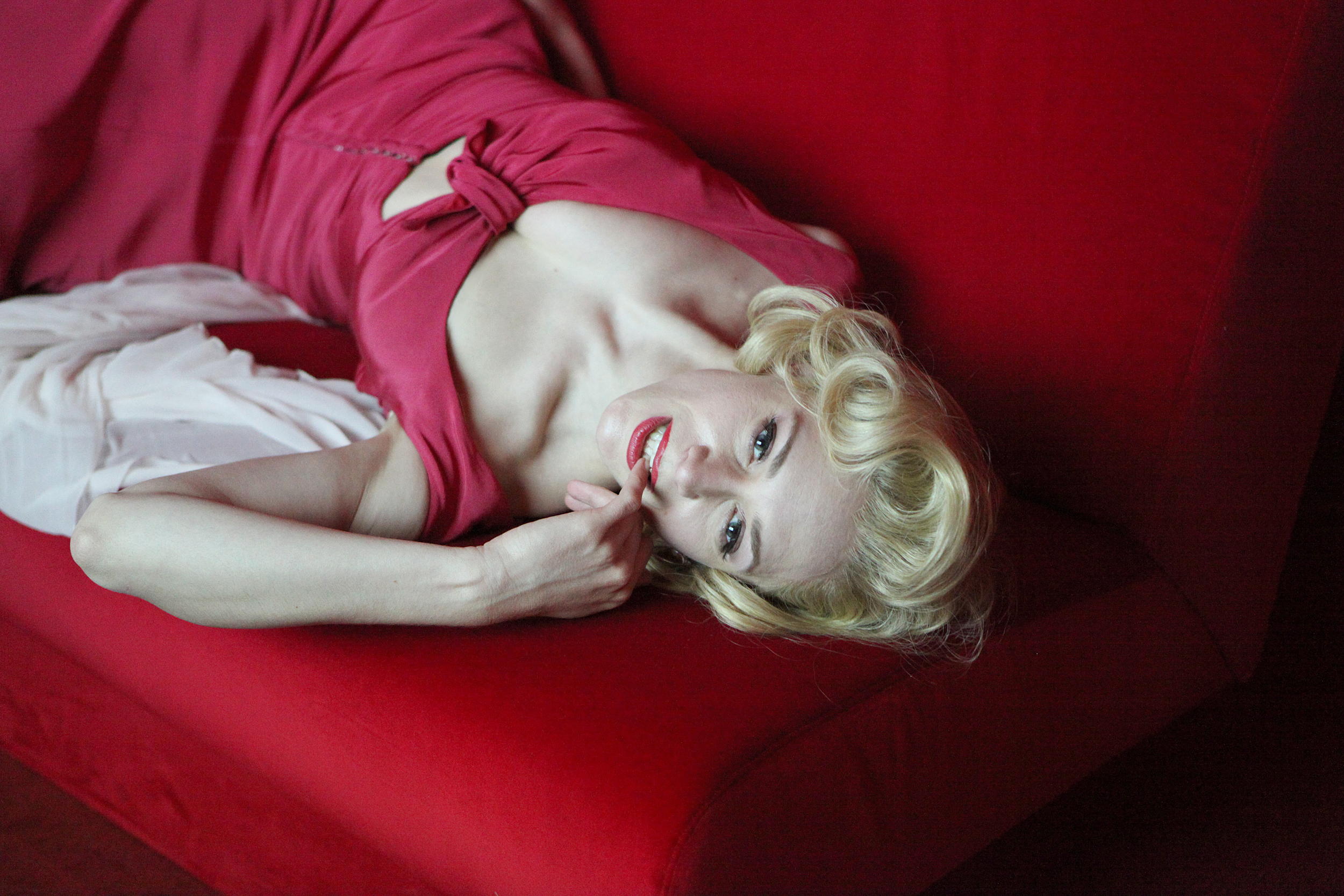
Franziska Junge im Rahmen der Produktion MAKING OF::MARILYN (2013)

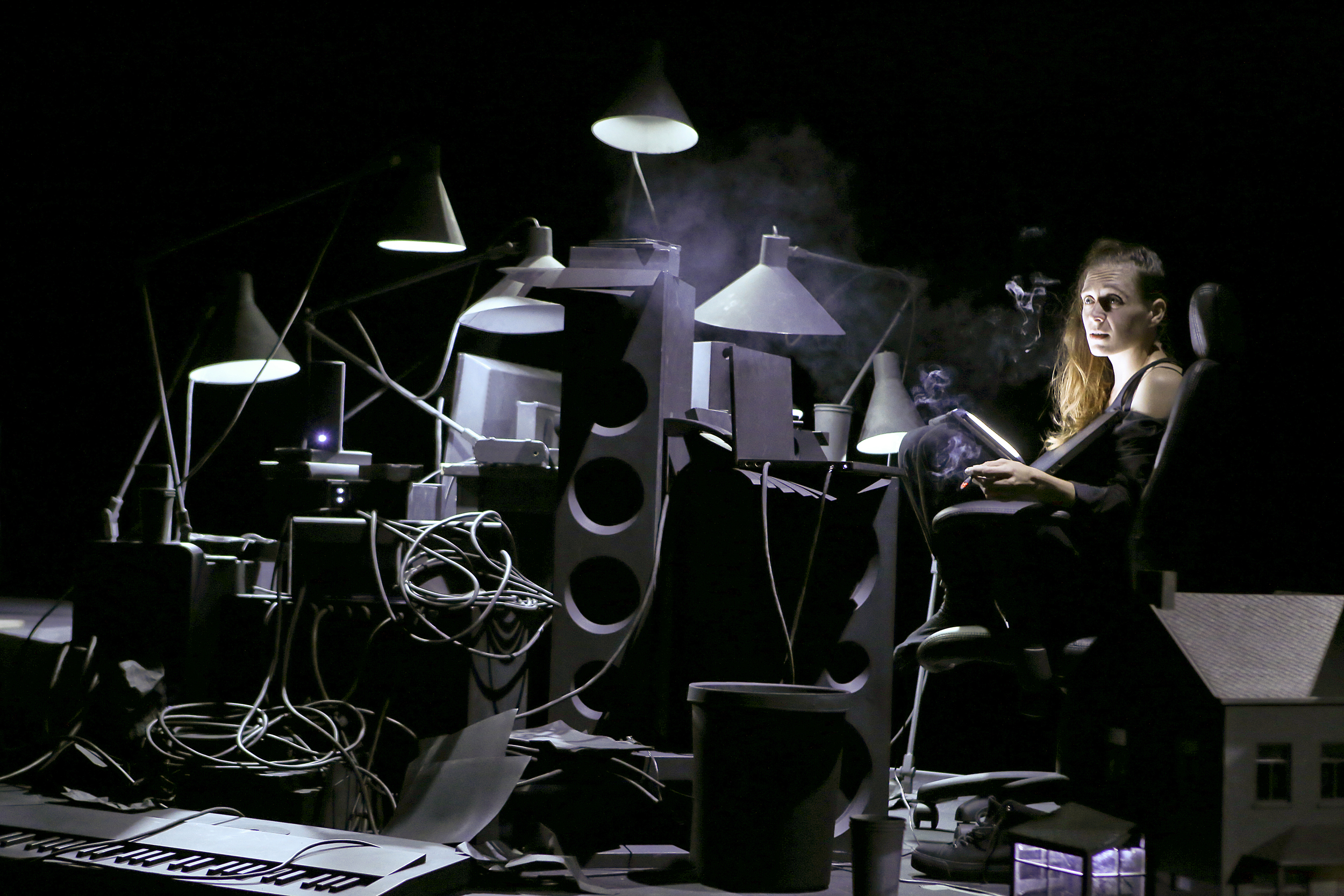
Franziska Junge in der Inszenierung Nach dem Fest (2015)

- 2009: Phädra von Jean Racine – Önone – Regie: Oliver Reese[10]
- 2010: Tartuffe von Molière – Elmire – Regie: Staffan Valdemar Holm[11]
- 2011: Traumnovelle von Arthur Schnitzler – Albertine – Regie: Bastian Kraft[12]
- 2011: Liebelei von Arthur Schnitzler – Mizzi – Regie: Stephan Kimmig[13]
- 2012: Salome von Oscar Wilde – Herodias – Regie: Günter Krämer[14]
- 2013: Making of::Marilyn (Rolle: Marilyn), Regie: Bernhard Mikeska
- 2013: Dekalog von Krzysztof Kieślowski – Ewa, Magda, Dorota – Regie: Christopher Rüping[15]
- 2014: Glaube Liebe Hoffnung von Ödön von Horváth – Maria – Regie: Andreas Kriegenburg[16]
- 2014: Frankfurt von Rainald Grebe – Storch, Kleist etc. – Regie: Rainald Grebe[17]
- 2015: Nach dem Fest von Hans Op de Beeck – Regie: Hans Op de Beeck[18]
- 2015: Die Wiedervereinigung der beiden Koreas von Joël Pommerat – Regie: Oliver Reese[19]
- 2015: Dämonen von Fjodor Dostojewski – Marja Timofejewna Lebjadkina, Lisaweta Tuschina – Regie: Sebastian Hartmann[20]
- 2016: Der Sturm von William Shakespeare – Ariel – Regie: Andreas Kriegenburg[21]
- 2017: Eine Familie von Tracy Letts – Karen – Regie: Oliver Reese[22]
- 2017: Drei Tage auf dem Land von Patrick Marber – Natalja – Regie: Andreas Kriegenburg[23]

Berliner Ensemble
- 2006: Die Jungfrau von Orleans von Friedrich Schiller – Agnes Sorel – Regie: Claus Peymann[24]
- 2007: Kabarett der letzten Hoffnung von Wladimir Alekseewic Klim (Klimenko) – Soloabend – Regie: Makedoniy Kiselev[25]
- 2007: Pffft … oder der letzte Tango am Telefon von George Tabori – Chor – Regie: Martin Wuttke[26]
- 2007: Die Dreigroschenoper von Bertolt Brecht – Dolly – Regie: Robert Wilson
- 2008: Leonce und Lena von Georg Büchner – Lena – Regie: Robert Wilson
- 2018: Die Dreigroschenoper von Bertolt Brecht – Lucy Brown – Regie: Robert Wilson[27]
- 2019: Wheeler von Tracy Letts – Anita – Regie: Oliver Reese[28]

Volksbühne Berlin
- 2012: Der Sandmann von E.T.A. Hoffmann – Regie: Sebastian Klink

Kampnagel Hamburg
- 2010: Dunkle Mädchen & MusicHall präsentieren Socrate  von Erik Satie – Sokrates – Regie: Kommando Himmelfahrt[29]
- 2012: Leviathan oder: Stoff, Form und Gewalt eines Staates von Kommando Himmelfahrt[30]

Schauspiel Leipzig
- 2005: Hertel’s Waits for Franzy (Tom Waits Konzert) – Regie und Arrangements: Thomas Hertel[31]

Bregenzer Festspiele
- 2001: La Bohème von Giacomo Puccini – Regie: Richard Jones & Anthony McDonald
- 2003: West Side Story von Leonard Bernstein – Regie: Francesca Zambello

Prinzregententheater München
- 2001: Stella von Johann Wolfgang von Goethe – Lucie Sommer – Regie: Florentine Klepper
- 2002: On the Town von Leonard Bernstein – Lucie Schmeeler – Regie: Gil Mehmert
- 2003: Stumm&Zwang, One-Woman-Show – Regie: Franziska Junge

Neuköllner Oper
- 2020–2022: Iron Curtain Man – Dean Reed, Erich Honecker, Renate Blume und Manfred Krug – Regie: Fabian Gerhardt
- 2023/2024: Frau ohne Schatten – Färberin – Regie: Ulrike Schwab

Berliner Opernpreis
- 2022/2024: Subotnik von Ferdinand von Schirach – Seyma – Regie: Theresa von Halle Finalisten des Berliner Opernpreises

## Hörspiele und Hörbücher
- 2013: Irres Licht von Uwe Dierksen und Matthias Göritz – Regie: Uwe Dierksen (SWR)
- 2016: Augustus von John Williams – Regie: Burkhard Schmid (hr)
- 2017: „Königreich der Dämmerung“ von Steven Uhly – Regie: (Leonhard Koppelmann) (SWR)
- 2018: „100 Songs“ von Roland Schimmelpfennig, Uraufführung – Regie: (Leonhard Koppelmann) (RBB)
- 2024: "Hirngespinste// Pipedreams" von Uwe Dierksen Deutschlandfunk Kultur

## Auszeichnungen
- 2024: Nominierung für den Deutschen Schauspielpreis 2024 in der Kategorie Episodische Rolle für Notruf Hafenkante Folge: Abschied[32]
- 2017: Nominierung Theater heute in der Kategorie Beste Nachwuchsschauspielerin des Jahres 2017 für die Rollendarstellung der Natalja in Patrick Marbers  Drei Tage auf dem Land am  Schauspiel Frankfurt
- 2004: Publikumspreis Shortfilmfestival Leipzig für die Fehlende Stunde